# Okręg wojskowy
Okręg wojskowy – wyższy związek administracyjny, łączący w swym składzie oddziały, związki taktyczne, instytucje i zakłady różnych rodzajów wojsk oraz organów terenowej administracji wojskowej, rozmieszczonych na ściśle określonym terenie.
Jego zadaniem jest jak najsprawniejsze zarządzanie wojskiem w czasie pokoju oraz mobilizowanie wojsk na wypadek wojny. Nie ma kompetencji operacyjnych. Jego dowódca może jednak na wypadek wojny rozbudować swój sztab pod względem operacyjnym. W takim wypadku najczęściej zmienia się jego nazwę na korpus, armię lub front w zależności od liczby wojsk stacjonujących na jego terytorium.

## Okręgi wojskowe w strukturach WP
Okręg wojskowy jest pojęciem dotyczącym struktury organizacyjnej Wojska Polskiego. Powstały w okresie Księstwa Warszawskiego. Odtwarzane już od pierwszych lat funkcjonowania II Rzeczypospolitej. Świadczy to o sile tradycji orężnych Rzeczypospolitej. Z chwilą oswobodzenia Polski z wojsk zaborców w 1918 władze młodego państwa dokonały olbrzymiego wysiłku w kierunku tworzenia wojska narodowego i jego struktur. Wojsko Polskie od początku kształtowano jako jeden z podstawowych elementów aparatu państwowego. Nie sposób pominąć tak ważnego zagadnienia, jak stosunek państwa i społeczeństwa do sił zbrojnych. Ówczesne funkcje spełniane przez wojsko oraz okoliczności, w jakich było formowane, zadecydowały o jego pozycji. Kształtowały się one początkowo niejednoznacznie, wojsko występujące jako zbrojne ramię narodu i obrońca podstaw bytu, było wprawdzie dumą narodu, ale jednocześnie wobec sił zbrojnych utrzymywała się stereotypowa rezerwa, egzystująca jako reminiscencja niechęci żywionej od dziesięcioleci wobec armii zaborczych. W aparacie państwowym Wojsko Polskie miało natomiast pozycję bezsprzecznie silną. Gwarantowały ją obowiązujące przepisy prawne, dotyczące różnorodnych dziedzin życia wewnętrznego kraju.

## Okręgi wojskowe Księstwa Warszawskiego
Dekretem Fryderyka Augusta z  20 marca 1810 obszar Księstwa Warszawskiego został podzielony na cztery okręgi wojskowe:
- Okręg I (warszawski) – departamenty: warszawski, płocki i łomżyński. Siedzibą komendy okręgu była Warszawa; komendant – gen. dyw. Józef Zajączek. Okręg I klasy[2].
- Okręg II (poznański) – departamenty: poznański, bydgoski i kaliski. Siedzibą komendy okręgu był Poznań; komendant – gen. dyw. Jan Henryk Dąbrowski. Okręg I klasy[2].
- Okręg III (lubelski) – obejmował departamenty: lubelski i siedlecki. Siedzibą komendy okręgu był Lublin; komendant – gen. dyw. Ludwik Kamieniecki. Okręg II klasy[2].
- Okręg IV (radomski) – departamenty: krakowski i radomski. Siedzibą komendy okręgu był Radom; komendant – gen. dyw. Michał Sokolnicki. Okręg II klasy[2].

## Okręgi wojskowe i generalne w latach 1918–1921
27 października 1918 Rada Regencyjna wydała dekret o przystąpieniu do formowania narodowej armii regularnej na podstawie Tymczasowej ustawy o powszechnym obowiązku służby wojskowej, którą równocześnie ogłoszono.
Artykuł 19 wspomnianej ustawy stanowił, iż "Państwo polskie pod względem służby wojskowej podzielone będzie na określoną liczbę okręgów wojskowych, z których każdy obejmie pewną liczbę powiatów. Podział ten winien być dostosowany do podziału administracyjnego kraju."
29 października 1918 na posiedzeniu Rady Ministrów postanowiono o podziale Królestwa Polskiego na okręgi wojskowe.
30 października 1918 wydano rozporządzenie w sprawie podziału państwa na okręgi wojskowe. Tego samego dnia, wykonując powyższe rozporządzenie, szef Sztabu Generalnego WP gen. dyw. Tadeusz Rozwadowski wydał rozkaz L. 4 o powołaniu okręgów wojskowych:
- Okręg Wojskowy nr I Warszawski – ppłk Bolesław Jaźwiński
- Okręg Wojskowy nr II Siedlecki – płk Aleksander Mroziński
- Okręg Wojskowy nr III Lubelski – płk Jan Dobrowolski
- Okręg Wojskowy nr IV Radomski – płk Leon Billewicz
- Okręg Wojskowy nr V Kielecki – płk Włodzimierz Skrzyszewski
- Okręg Wojskowy nr VI Piotrkowski – płk Jan Rządkowski
- Okręg Wojskowy nr VII Częstochowski – płk Antoni Jastrzębski[7]
- Okręg Wojskowy nr VIII Łódzki – płk Albin Jasiński
- Okręg Wojskowy nr IX Kaliski – płk Józef Lewszecki
- Okręg Wojskowy nr X Łowicki – ppłk Franciszek Korewo
- Okręg Wojskowy nr XI Włocławski – ppłk Stefan Borowski
- Okręg Wojskowy nr XII Ciechanowski – ppłk Michał Milewski
- Okręg Wojskowy nr XIII Łomżyński – ppłk Bronisław Kapliński
- Okręg Wojskowy nr XIV i XV Suwalszczyzna i dalsza część etapów

W każdym okręgu przystąpiono do formowania pułku piechoty. Organizowane pułki zamierzano rozwinąć w brygady, a te z kolei w dywizje. Tym samym rozkazem powołane zostały trzy lokalne inspektoraty, jako zalążki dowództw dywizji:
- Inspektorat Warszawski (okręgi wojskowe nr I Warszawa, II Siedlce, VII Częstochowa, VIII Łódź, IX Kalisz, X Łowicz, XI Włocławek, XII Ciechanów i XIII Łomża oraz planowane XIV i XV)
  - inspektor – gen. ppor. Zygmunt Zieliński
  - szef sztabu – mjr Zygmunt Platowski
- Inspektorat Lubelski (okręgi wojskowe nr III Lublin i IV Radom)
  - inspektor – gen. ppor. Kajetan Olszewski
  - szef sztabu – ppłk Stefan Pasławski
- Inspektorat Kielecki (okręgi wojskowe nr V Kielce i VI Piotrków)
  - inspektor – gen. ppor. Wacław Iwaszkiewicz
  - szef sztabu – płk Włodzimierz Bokszczanin

Zawiązanie się 7 listopada 1918 w Lublinie Tymczasowego Rządu Ludowego Republiki Polskiej uniemożliwiło zorganizowanie tam inspektoratu WP.
10 listopada 1918 szef Sztabu Generalnego nakazał utworzyć Inspektorat Piotrkowski (inspektor – gen. ppor. Tadeusz Wiktor) oraz zmienił dotychczasowe podporządkowanie okręgów wojskowych:
- Inspektorat Warszawski (okręgi wojskowe nr I Warszawa, XI Włocławek, XII Ciechanów i tymczasowo XIII Łomża)
- Inspektorat Lubelski (okręgi wojskowe nr II Siedlce, III Lublin, IV Radom)
- Inspektorat Kielecki (okręgi wojskowe nr V Kielce, VIII Łódź i X Łowicz)
- Inspektorat Piotrkowski (okręgi wojskowe nr VI Piotrków, VII Częstochowa i IX Kalisz)

Tym samym rozkazem okręgi wojskowe Inspektoratu Lubelskiego zostały zobligowane do „zasilania materiałem żołnierskim okręg wojskowy we Lwowie”, Inspektoratu Kieleckiego – okręg wojskowy w Przemyślu, a Inspektoratu Piotrkowskiego – okręgu wojskowego w Krakowie.
17 listopada 1918 dokonano reorganizacji terytorialnych władz wojskowych. Zlikwidowano wówczas inspektoraty lokalne i powołano 5 dowództw okręgów generalnych. Dzień wcześniej Józef Piłsudski mianował dowódców okręgów generalnych.
- Dowództwo Okręgu Generalnego nr I Warszawskiego (okręgi wojskowe nr II Siedlce, XII Ciechanów i XIII Łomża)
  - dowódca – płk Kazimierz Sosnkowski
- Dowództwo Okręgu Generalnego nr II Lubelskiego (okręgi wojskowe nr III Lublin i XIV Biała)
  - dowódca – płk Edward Śmigły-Rydz
- Dowództwo Okręgu Generalnego nr III Kieleckiego (okręgi wojskowe nr IV Radom, V Kielce, VI Piotrków i VII Częstochowa)
  - dowódca – gen. ppor. Wacław Iwaszkiewicz
- Dowództwo Okręgu Generalnego nr IV Łódzkiego (okręgi wojskowe nr VIII Łódź, IX Kalisz, X Łowicz i XI Włocławek)
  - dowódca – gen. ppor. Jan Romer
- Dowództwo Okręgu Generalnego nr V Krakowskiego (okręgi wojskowe nr XV Kraków i XVI Przemyśl)
  - dowódca – gen. ppor. Emil Gołogórski

21 listopada 1918 pułkownicy Kazimierz Sosnkowski i Edward Śmigły-Rydz zostali awansowani na generałów podporuczników. Dowódcy okręgów generalnych byli odpowiedzialni za prawidłowe funkcjonowanie wojskowej służby wewnętrznej, za ogólny ład, bezpieczeństwo i porządek, a także za majątek wojskowy i państwowy. W procesie przechodzenia sił zbrojnych na służbę w warunkach pokojowych nastąpiły również istotne zmiany w wojskowym podziale terytorialnym kraju.
Z dniem 7 lipca 1919 okręgi wojskowe zostały zlikwidowane.
28 października 1918 w Krakowie powstała Polska Komisja Likwidacyjna, która początkowo objęła swoim zasięgiem powiaty Galicji Zachodniej i Śląska Cieszyńskiego, które wcześniej podlegały austriackiemu Militär-Kommando w Krakowie. 7 listopada PKL rozszerzyła swoją władzę o resztę Galicji, a w drugiej połowie listopada również o powiaty: będziński, dąbrowski i olkuski. 12 listopada 1918 PKL podjęła decyzję o utworzeniu 7 okręgów wojskowych:
- Podhalański Okręg Wojskowy z siedzibą w Nowym Targu – ppłk Andrzej Galica
- Przemyski Okręg Wojskowy z siedzibą w Przemyślu – ppłk Michał Tokarzewski-Karaszewicz[9]
- Śląski Okręg Wojskowy z siedzibą w Cieszynie – płk Franciszek Latinik
- Tarnowski Okręg Wojskowy z siedzibą w Tarnowie – płk Mieczysław Kuliński
- Wadowicki Okręg Wojskowy z siedzibą w Wadowicach – płk Celestyn Brŭckner
- Rzeszowski Okręg Wojskowy z siedzibą w Rzeszowie – płk Ludwik Zawada
- Będziński Okręg Wojskowy z siedzibą w Będzinie – płk Rudolf Tarnawski

Kraków i Wieliczka oraz powiat krakowski leżały w gestii Komendy Miasta Krakowa. Komendantem miasta mianowany został gen. ppor. Antoni Madziara, jego zastępcą – płk Stanisław Haller. Komendy okręgów wojskowych podlegały Polskiej Komendzie Wojskowej w Krakowie. 27 listopada 1918 Polska Komenda Wojskowa została przemianowana na Dowództwo Okręgu Generalnego nr V Krakowskiego.
W latach 1919–1921 na obszarze wojennym, podporządkowanym Naczelnemu Dowództwu Wojska Polskiego utworzono okręgi etapowe, które spełniały funkcje analogiczne do dowództw okręgów generalnych na obszarze krajowym, podporządkowanym Ministerstwu Spraw Wojskowych.

## Okręgi korpusów w latach 1921–1939

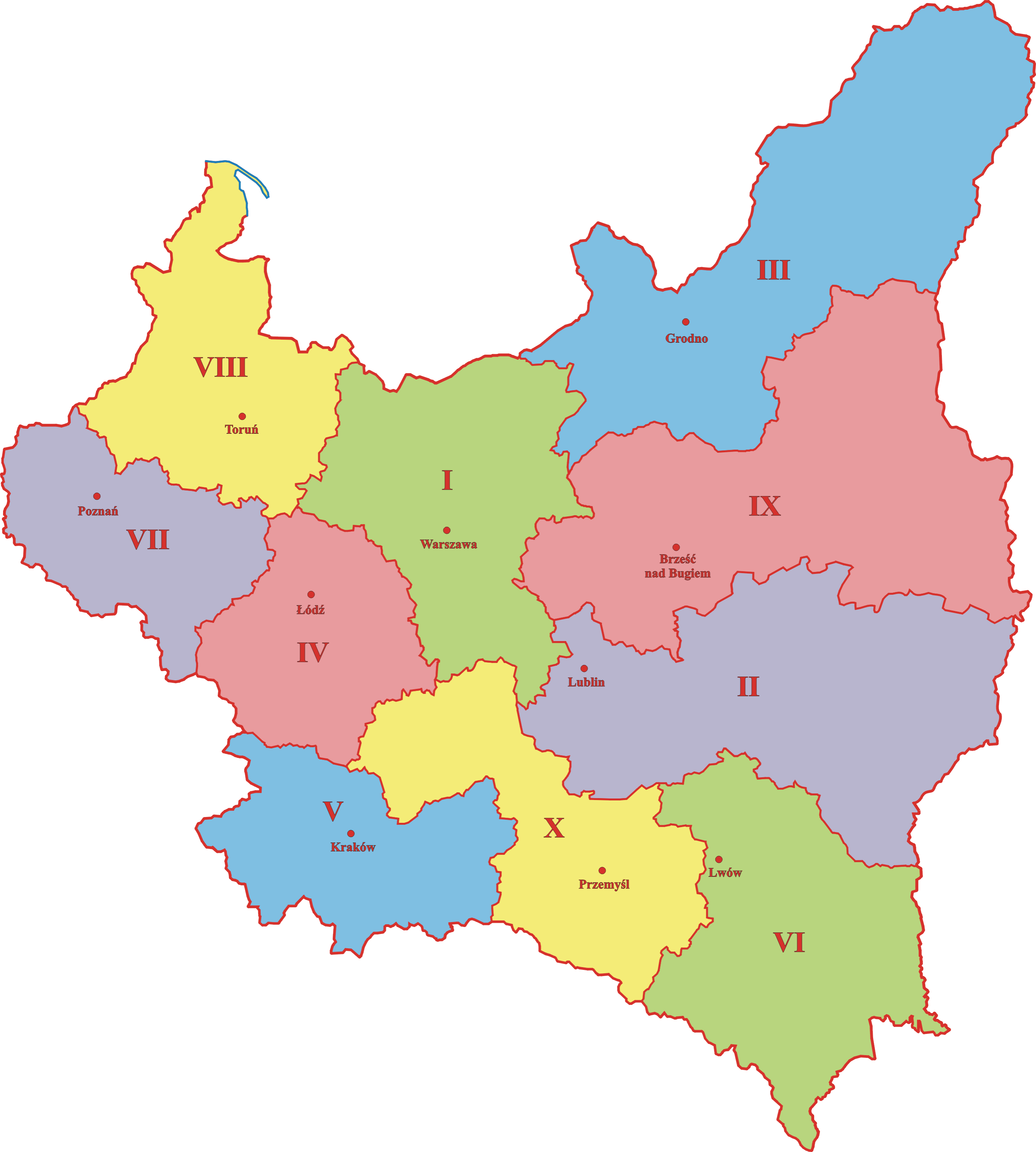
Okręgi Korpusów w 1939

Na miejsce dotychczasowych siedmiu utworzono dziesięć okręgów korpusów:
- Okręg Korpusu Nr I z Dowództwem w Warszawie,
- Okręg Korpusu Nr II z Dowództwem w Lublinie,
- Okręg Korpusu Nr III z Dowództwem w Grodnie,
- Okręg Korpusu Nr IV z Dowództwem w Łodzi,
- Okręg Korpusu Nr V z Dowództwem w Krakowie,
- Okręg Korpusu Nr VI z Dowództwem we Lwowie,
- Okręg Korpusu Nr VII z Dowództwem w Poznaniu,
- Okręg Korpusu Nr VIII z Dowództwem w Toruniu,
- Okręg Korpusu Nr IX z Dowództwem w Brześciu,
- Okręg Korpusu Nr X z Dowództwem w Przemyślu.

W obrębie każdego z okręgów korpusów stacjonowały cztery wielkie jednostki (trzy dywizje piechoty i przeważnie jedna brygada kawalerii).
Dowódcy okręgu korpusu, sprawującemu z ramienia ministra spraw wojskowych władzę na terenie okręgu, podlegały pod względem mobilizacji, uzupełnienia i przysposobienia rezerw do służby wojskowej oraz administracyjno-gospodarczym wszystkie formacje stacjonujące w danym okręgu. Ponieważ szkoleniem taktycznym i technicznym wojsk kierował minister spraw wojskowych, dowódcy okręgów korpusów byli w tym zakresie jedynie pośrednikami i kontrolowali wykonanie rozkazów ministra spraw wojskowych.
Na przełomie lat 1926–1927 Józef Piłsudski wprowadził zasadę, że dowódcy okręgów korpusów są władzą administrującą terenem przygotowanym pod względem wojennym i pokojowym. Zagrożenie wojenne w II połowie lat 30. zadecydowało, że od 1937 dowódcom okręgów przyznano uprawnienia do dowodzenia jednostkami obrony narodowej, kierowania obroną przeciwlotniczą i przeciwgazową oraz koordynacji szkolenia wojsk.

## Okręgi organizacji konspiracyjnych latach 1939–1945
W latach II wojny światowej okręgi wojskowe występowały w strukturze organizacyjnej podziemnego państwa polskiego. Okręgi Armii Krajowej terytorialnie odpowiadały podziałowi administracyjnemu kraju z 1939 i tworzone były na bazie ówczesnych województw. Okręgi dzieliły się na inspektoraty rejonowe (obejmujące co najmniej dwa obwody), obwody (zwykle był to teren powiatu), rejony, placówki (jedna lub kilka wsi). Czasami organizowano szczeble pośrednie: podokręgi i podobwody. Ogółem było 17 okręgów Armii Krajowej: Warszawa – miasto, Warszawa – województwo, Radom (dowództwo w Kielcach), Lublin, Kraków, Śląsk, Łódź, Poznań, Pomorze, Białystok, Polesie, Nowogródek, Wilno, Wołyń, Lwów, Tarnopol i Stanisławów. Na czele okręgu stał komendant (dowódca), który podlegał Komendzie Głównej Armii Krajowej. W jego kompetencjach znajdowały się wszystkie sprawy związane z działalnością wojskową i walką zbrojną. Problemy polityczne na ogół pozostawały w gestii okręgowego delegata rządu emigracyjnego.
Okręgi występowały również w strukturze Batalionów Chłopskich do połowy 1944, tzn. do czasu podpisania umowy scaleniowej z kierownictwem Armii Krajowej. W Batalionach Chłopskich funkcje i podział terytorialny okręgu był zbliżony do Armii Krajowej. Różniły się natomiast nazwy poszczególnych szczebli organizacyjnych. Okręg dzielił się bowiem na podokręgi, obwody, gminy i gromady. Ogółem w latach II wojny światowej istniało 10 okręgów Batalionów Chłopskich: Warszawa – miasto, Warszawa – województwo, Kielce, Lublin, Łódź, Kraków, Białystok, Wołyń, Lwów i Poznań.
Z kolei w Gwardii, a później w Armii Ludowej, okręgi tylko przejściowo (w 1942), były najwyższymi terytorialnymi szczeblami organizacyjnymi. Później natomiast stanowiły element składowy obwodu. Dowództwo okręgu kierowało całokształtem działalności organizacyjno-bojowej na podległym sobie terenie, z wyłączeniem brygad partyzanckich. W zasadzie podział organizacyjny AL zawierał się w następujących elementach: obwody, okręgi, podokręgi, garnizony, dzielnice i placówki. Uogólniając można stwierdzić, że okręgowi wojskowemu w Armii Ludowej odpowiadał, pod względem kompetencji i zasięgu terytorialnego, obwód. Armia Ludowa liczyła sześć obwodów: Warszawski, Lubelski, Radomsko-Kielecki, Śląski, Łódzki i Krakowski.
W specyficznych okolicznościach, w jakich pozostawały polskie formacje zbrojne w ZSRR, nie było potrzeby organizowania okręgów wojskowych. Funkcje mobilizacyjno-organizacyjne spełniał Ośrodek Formowania Polskich Sił Zbrojnych, przemianowany na Główny Sztab Formowania Armii Polskiej.
Zmiana sytuacji nastąpiła po przejściu frontu za linię Wisły. Naczelne Dowództwo Wojska Polskiego rozkazem z 1 lutego 1945 poleciło utworzyć sześć okręgów wojskowych.

## Okręgi wojskowe w latach 1945–1949
Koniec wojny zastał Wojsko Polskie w okresie intensywnego rozwoju organizacyjnego. Zrezygnowano co prawda z realizacji koncepcji Frontu Polskiego, powstawały jednak  nowe związki taktyczne i oddziały wojsk. W wyniku mobilizacji liczebność wojska w maju 1945 osiągnęła 370 tysięcy żołnierzy zaś we wrześniu 1945 roku 440 tysięcy. Na wyzwalanych obszarach organizowano Okręgi Wojskowe.
Podstawą formowania okręgów był rozkaz ND WP nr 23/0rg z 1 lutego 1945. Nakazywał on: "Na terytorium Rzeczypospolitej Polskiej sformować do dnia 1 kwietnia 1945 r. sześć  okręgów wojskowych według etatu nr Dl/17:
- Warszawski OW (DOW I[a]) z siedzibą w Warszawie, obejmujący woj. warszawskie i białostockie,
- Lubelski OW (DOW VII) z siedzibą w Lublinie, obejmujący woj. lubelskie i rzeszowskie,
- Krakowski OW (DOW V) z siedzibą w Krakowie, obejmujący woj. krakowskie i śląskie,
- Łódzki OW (DOW VI) z siedzibą w Łodzi, obejmujący woj. łódzkie i kieleckie,
- Poznański OW (DOW III) z siedzibą w Poznaniu, obejmujący woj. poznańskie,
- Pomorski OW (DOW II) z siedzibą w Toruniu, obejmujący woj. pomorskie i Wolne Miasto Gdańsk"
- Śląski OW (DOW IV) z siedzibą w Katowicach sformowany został w terminie późniejszym (do dnia 17 września 1945).

W rozkazie sprecyzowano terminy organizacji i zasięg terytorialny okręgów oraz numerację. Jako pierwszy rozpoczął działalność (7 lutego 1945) Lubelski Okręg Wojskowy, a później Krakowski, Łódzki i Pomorski Okręg Wojskowy. Okręgi wojskowe sprawowały bezpośrednie zwierzchnictwo nad jednostkami stacjonującymi na administrowanym przez nie terenie. Dowódcy okręgów podlegali bezpośrednio szefowi Sztabu Generalnego WP.
W 1946 rozwiązano Łódzki OW, a trzy lata później Poznański i Lubelski OW.

## Okręgi wojskowe w latach 1949–1953
Rozpoczęcie realizacji "Planu rozwoju Wojska Polskiego w latach 1949–1955" połączone zostało z redukcją liczby okręgów wojskowych z 6 do 4. Miało to związek z nową koncepcją rozwinięcia mobilizacyjnego wojsk lądowych. Były to:
- Okręg Wojskowy Nr I
- Okręg Wojskowy Nr II
- Okręg Wojskowy Nr IV
- Okręg Wojskowy Nr V

W okręgach wojskowych nr II i IV utworzono korpusy piechoty i korpusy pancerne, które miały stanowić I rzut operacyjny. W pozostałych okręgach miały stacjonować jednostki głęboko skadrowane realizujące terytorialny system szkolenia rezerw. W 1951 zrezygnowano z jednostek systemu terytorialnego tworząc w okręgach nr I i V korpusy piechoty typu B ze skadrowanymi dywizjami piechoty i dywizjami zmechanizowanymi.
25 marca 1953 Minister Obrony Narodowej wydał zarządzenie Nr 37/MON w sprawie powołania wojskowych komend wojewódzkich i zasięgu ich działania. Zarządzenie dostosowywało liczbę wojskowych komend wojewódzkich do ówczesnego podziału administracyjnego Polski:
w Okręgu Wojskowym Nr I:
- Wojskowa Komenda Wojewódzka Białystok dla województwa białostockiego
- Wojskowa Komenda Wojewódzka Lublin dla województwa lubelskiego
- Wojskowa Komenda Wojewódzka Olsztyn dla województwa olsztyńskiego
- Wojskowa Komenda Wojewódzka Warszawa dla województwa warszawskiego
- Wojskowa Komenda Wojewódzka Warszawa-Miasto dla miasta wydzielonego Warszawa

w Okręgu Wojskowym Nr II:
- Wojskowa Komenda Wojewódzka Bydgoszcz dla województwa bydgoskiego
- Wojskowa Komenda Wojewódzka Gdańsk dla województwa gdańskiego
- Wojskowa Komenda Wojewódzka Koszalin dla województwa koszalińskiego
- Wojskowa Komenda Wojewódzka Szczecin dla województwa szczecińskiego

w Okręgu Wojskowym Nr IV:
- Wojskowa Komenda Wojewódzka Łódź dla województwa łódzkiego i miasta wydzielonego Łódź
- Wojskowa Komenda Wojewódzka Poznań dla województwa poznańskiego
- Wojskowa Komenda Wojewódzka Opole dla województwa opolskiego
- Wojskowa Komenda Wojewódzka Wrocław dla województwa wrocławskiego
- Wojskowa Komenda Wojewódzka Zielona Góra dla województwa zielonogórskiego

w Okręgu Wojskowym Nr V:
- Wojskowa Komenda Wojewódzka Kielce dla województwa kieleckiego
- Wojskowa Komenda Wojewódzka Kraków dla województwa krakowskiego
- Wojskowa Komenda Wojewódzka Rzeszów dla województwa rzeszowskiego
- Wojskowa Komenda Wojewódzka Stalinogród dla województwa stalinogrodzkiego[10]

3 listopada 1953 Minister Obrony Narodowej wydał rozkaz Nr 00066/Org. w sprawie reorganizacji okręgów wojskowych, na podstawie którego:
- rozformowano Dowództwo Okręgu Wojskowego Nr V w Krakowie
- wprowadzono nowy podział terytorialny pozostałych trzech okręgów wojskowych
- do dnia 1 grudnia 1953 przekazano jednostki OW-V do OW-I i OW-IV oraz z OW-I do OW-II
- z dniem 1 stycznia 1954 przemianowano:

– Okręg Wojskowy Nr I na Warszawski Okręg Wojskowy
– Okręg Wojskowy Nr II na Pomorski Okręg Wojskowy
– Okręg Wojskowy Nr IV na Śląski Okręg Wojskowy

## Okręgi wojskowe w latach 1954–1992
Z dniem 1 stycznia 1954 na podstawie zarządzenia Nr 105/MON Ministra Obrony Narodowej z dnia 24 grudnia 1953 zaczął obowiązywać nowy podział terytorialny okręgów wojskowych, wojskowych komend wojewódzkich i wojskowych komend rejonowych:
w Warszawskim Okręgu Wojskowym:
- Wojskowa Komenda Wojewódzka Białystok dla województwa białostockiego
- Wojskowa Komenda Wojewódzka Kielce dla województwa kieleckiego
- Wojskowa Komenda Wojewódzka Kraków dla województwa krakowskiego
- Wojskowa Komenda Wojewódzka Lublin dla województwa lubelskiego
- Wojskowa Komenda Wojewódzka Rzeszów dla województwa rzeszowskiego
- Wojskowa Komenda Wojewódzka Warszawa dla województwa warszawskiego
- Wojskowa Komenda Wojewódzka Warszawa-Miasto dla miasta wydzielonego Warszawa

w Pomorskim Okręgu Wojskowym:
- Wojskowa Komenda Wojewódzka Bydgoszcz dla województwa bydgoskiego
- Wojskowa Komenda Wojewódzka Gdańsk dla województwa gdańskiego
- Wojskowa Komenda Wojewódzka Koszalin dla województwa koszalińskiego
- Wojskowa Komenda Wojewódzka Olsztyn dla województwa olsztyńskiego
- Wojskowa Komenda Wojewódzka Szczecin dla województwa szczecińskiego

w Śląskim Okręgu Wojskowym:
- Wojskowa Komenda Wojewódzka Łódź dla województwa łódzkiego i miasta wydzielonego Łódź
- Wojskowa Komenda Wojewódzka Poznań dla województwa poznańskiego
- Wojskowa Komenda Wojewódzka Opole dla województwa opolskiego
- Wojskowa Komenda Wojewódzka Stalinogród dla województwa stalinogrodzkiego
- Wojskowa Komenda Wojewódzka Wrocław dla województwa wrocławskiego
- Wojskowa Komenda Wojewódzka Zielona Góra dla województwa zielonogórskiego[12]

W planie mobilizacyjnym z 1953 przewidywano, że na bazie jednostek POW i SOW rozwinięte zostaną dwie armie ogólnowojskowe, a na bazie WOW jednostki rezerwowe. Po przyjęciu w 1955 koncepcji Frontu Polskiego zakładano utworzenie trzech armii ogólnowojskowych w oparciu o poszczególne OW. Taki wariant obowiązywał do chwili rozwiązania Układu Warszawskiego.

## Okręgi wojskowe w latach 1992–1998
Dążenie do uzyskania samowystarczalności obronnej oraz równomiernego rozłożenia zadań operacyjnych  doprowadziły do ponownego utworzenia czwartego OW. Odtworzono Krakowski OW, któremu nadano charakter związku operacyjnego o charakterze powietrzno-lądowym. W podobnym kierunku miały ulec zmianie pozostałe OW.
- Pomorski Okręg Wojskowy
- Śląski Okręg Wojskowy
- Warszawski Okręg Wojskowy
- Krakowski Okręg Wojskowy

Wysokie koszty realizacji nowych koncepcji spowodowały, że niebawem z nich zrezygnowano starając się utrzymać dotychczasowy poziom gotowości bojowej wojsk poszczególnych OW. Stopniowa redukcja związków taktycznych oraz postęp w procesie przystąpienia Polski do sojuszu NATO spowodowały, że ponownie postanowiono zredukować liczbę okręgów.

## Okręgi wojskowe w latach 1999–2011
Z dniem 1 stycznia 1999 zostały zniesione dotychczasowe okręgi wojskowe (Krakowski Okręg Wojskowy, Pomorski Okręg Wojskowy, Śląski Okręg Wojskowy i Warszawski Okręg Wojskowy), a w ich miejsce utworzono, na potrzeby administracji wojskowej, następujące okręgi wojskowe jako jednostki terytorialnego podziału specjalnego:
- Pomorski Okręg Wojskowy z dowództwem w Bydgoszczy (obecnie nieistniejący – zlikwidowany 1.01.2012)
- Śląski Okręg Wojskowy z dowództwem we Wrocławiu (zlikwidowany 1.01.2012)

Pomorski Okręg Wojskowy obejmował obszar województw: zachodniopomorskiego, pomorskiego, warmińsko-mazurskiego, podlaskiego, wielkopolskiego, kujawsko-pomorskiego i mazowieckiego.
Siedzibą Pomorskiego Okręgu Wojskowego i jego dowództwa była Bydgoszcz.
Śląski Okręg Wojskowy obejmował obszar województw: lubuskiego, dolnośląskiego, opolskiego, łódzkiego, świętokrzyskiego, lubelskiego, śląskiego, małopolskiego i podkarpackiego.
Siedzibą Śląskiego Okręgu Wojskowego i jego dowództwa był Wrocław.
Z dniem 1 lipca 2007 okręgi wojskowe zostały podporządkowane szefowi Inspektoratu Wsparcia Sił Zbrojnych.
Z dniem 31 grudnia 2011 Pomorski i Śląski Okręgi Wojskowe zostały rozformowane.